# Aníbal Enrique Hernández
Aníbal Enrique Hernández (Maturín, Venezuela, 10 de octubre de 1985) es un futbolista venezolano, que juega como centrocampista y su actual equipo es el Monagas SC de la Primera División de Venezuela.

## Clubes
| Club       | País      | Año             |
| ---------- | --------- | --------------- |
| Monagas SC | Venezuela | 2010-Actualidad |

## Monagas Sport Club
Comenzó su carrera profesional en el 2010 con el Monagas SC.

### Torneo Apertura 2016
Para el Torneo Apertura de 2016 continua jugando con el Monagas SC hasta la actualidad. El 14 de febrero anota dos goles en primera división ante Estudiantes de Mérida, tras una goleada que terminó 4 a 0 a favor del Monagas SC. Para el 3 de abril, anota otro gol antes e Zulia FC en el estadio Pachencho Romero, juego que finalizó 2-2.

## Estadísticas
- Última actualización el 6 de marzo de 2016.

| Equipo     | Temporada   | Liga             | Liga             | Copas nacionales | Copas nacionales | Copas internacionales | Copas internacionales | Total | Total |
| Equipo     | Temporada   | PJ               | Goles            | PJ               | Goles            | PJ                    | Goles                 | PJ    | Goles |
| Venezuela  | Venezuela   | Primera División | Primera División | Copa Venezuela   | Copa Venezuela   | CONMEBOL              | CONMEBOL              | PJ    | Goles |
| ---------- | ----------- | ---------------- | ---------------- | ---------------- | ---------------- | --------------------- | --------------------- | ----- | ----- |
| Monagas SC | 2010 - 2011 | 19               | 2                | 0                | 0                | 0                     | 0                     | 19    | 2     |
| Monagas SC | 2011 - 2012 | 11               | 0                | 0                | 0                | 0                     | 0                     | 11    | 0     |
| Monagas SC | 2012 - 2013 | 10               | 1                | 0                | 0                | 0                     | 0                     | 10    | 1     |
| Monagas SC | 2015 - 2016 | 0                | 0                | 2                | 0                | 0                     | 0                     | 2     | 0     |
| Monagas SC | 2016        | 5                | 2                | 0                | 0                | 0                     | 0                     | 5     | 2     |
| Monagas SC | Total       | 45               | 5                | 2                | 0                | 0                     | 0                     | 47    | 5     |
| Total      | Total       | 45               | 5                | 2                | 0                | 0                     | 0                     | 47    | 5     |